# Columbo
Columbo var en amerikansk deckarserie från 1968 skapad av Richard Levinson och William Link. I titelrollen ses Peter Falk, som den något påträngande, men klurige cigarrökande kommissarie Frank Columbo vid Los Angeles mordkommission. Det gjordes totalt 69 avsnitt av Columbo. Serien hade premiär i svensk TV i oktober 1972.

## Från TV-film till TV-serie
Från början var Columbo bara tänkt att bli en TV-film vid namn Prescription: Murder som kom 1968 och som baserades på Levinson & Links Broadway-pjäs med samma namn. TV-filmen blev mycket framgångsrik och det satsades därför på ytterligare en TV-film som fick namnet Ransom for a dead man och som kom 1971. Columbo blev en jättesuccé och därför gjordes den också som TV-serie.

## Fakta om Columbo
Förutom Levinson & Link märks andra författare till serien som exempelvis Steven Bochco och Stephen J. Cannell. Två avsnitt har omarbetade manus från två av Ed McBains böcker. Steven Spielberg regisserade det tredje Columboavsnittet, det första i säsong ett. Först var Bing Crosby tilltänkt för rollen, men han tackade nej för att han ville ha mer tid att spela golf och rollen gick därför till Peter Falk och genom åren har Falk nominerats till att vinna en Emmy tio gånger för sin roll som Columbo och fyra gånger har han vunnit priset.
Till Columbos kännetecken hör den smutsiga regnrocken, den gamla gråa bilen (Peugeot 403 cabriolet, 1959), den ständigt omtalade "Fru Columbo", som dock aldrig medverkar i bild (men som spelas av Kate Mulgrew i en egen serie; Mrs. Columbo) och hans osvikliga förmåga att alltid komma tillbaka och ställa ännu en fråga just som mördaren tror han eller hon kan andas ut, (Just one more thing …). Columbo har svårt att hitta sin anteckningsbok, han bär aldrig pistol och han är både flyg- och sjösjuk. Dessutom får vi i princip aldrig veta hans förnamn. Dock avslöjas i det femte avsnittet, Dead Weight, att hans förnamn är Frank. Namnet uttalas dock aldrig men i detta avsnitt syns hans polis-ID (warrant card) så tydligt under ett ögonblick att det tydligt ses att det står Frank Columbo på denna legitimation.
I ABC-avsnittet Columbo goes to college framgår att hans fru har en modernare bil än han egen gamla Peugeot.

### Mördarna iColumbo
Mördarna i Columbo spelar också en huvudroll. De är alltid framstående medborgare med välbetalda jobb. (Med några få undantag under de avsnitt som visats på ABC). Och alla utför de det perfekta mordet, om det inte vore för kommissarie Columbo. Flera av gästskådespelarna har gjort flera framträdanden. Den person som agerat mördare flest gånger är Patrick McGoohan som agerat mördare hela fyra gånger. Robert Culp spelade dock mördare under tre år i rad, 1971, 1972 och 1973 under NBC-säsongerna. Han återkom även i ett av ABC:s avsnitt, men då "bara" som pappa till en av två ovanligt unga mördare. Och har därmed också deltagit i fyra avsnitt totalt. Jack Cassidy och William Shatner spelade mördaren i två avsnitt var.
Avsnittet där britten Donald Pleasence spelar den mördande "vinsnobben" Carsini lär vara det avsnitt som dragit flest TV-tittare i USA. Även icke-skådespelare som sångaren och gitarristen Johnny Cash har spelat mördare.

### Inverterade deckaren
Upplägget i Columbo tillhör "den inverterade deckaren", där man redan på förhand vet vem som är mördaren. Det intressanta är istället vad det är för misstag mördaren gjort och som han senare kommer att bli överbevisad om. Denna form av deckare anses vara uppfunnen av den engelska deckarförfattaren R. Austin Freeman i och med boken The Singing Bone 1912 och förfinad av dennes landsman Anthony Berkeley (under pseudonymen Francis Iles) med Malice Aforethought (1931; Brottslig avsikt).
I avsnitt 37 (Last salute to the Commodore, 1976) "bröt" man däremot mot det ordinarie upplägget då tittaren aldrig i detta avsnitt får se vem som har begått brottet. Även två av avsnitten som sändes på ABC (Undercover och No time to die)
skiljer sig avsevärt från "normalupplägget". I Undercover går Columbo just "undercover" när han skall reda ut ett förmodat narkotikarelaterat brott i Los Angeles tuffare kvarter. I detta avsnitt använder Columbo t.o.m. pistol. I No time to die rövas en nygift kvinna bort från ett bröllop av en galen man. Här saknas den vanliga dialogen mellan Columbo och mördaren helt och hållet. Såväl Undercover som No time to die bygger för övrigt på varsin av Ed McBains böcker om 87:e polisdistriktet.

### Comebacken
Säsongen 1977-1978 blev den sista som sändes på NBC. Men 1989 gjorde Columbo comeback, nu dock på ABC. Samtliga avsnitt (både de som visades på NBC och på ABC) producerades av Universal. I samband med comebacken upptäckte Universal att Columbos gamla slitna bil, en Peugeot från tidigt 1960-tal, hade sålts. Efter mycket detektivarbete, inte långt ifrån Columbos egen klass (I USA har varje delstat sina egna nummerskyltar och bilregister), lokaliserades bilen till Ohio, och den var som tur var inte skrotad. Bilen köptes tillbaka av Universal för en okänd summa pengar, och rollen som Columbo gick återigen till Peter Falk. Även om andra skådespelare fanns i åtanke vid den ursprungliga planeringen av serien, så hade knappast ABC varit intresserade av någon annan än Peter Falk i huvudrollen. Efter comebackserien 1989 som omfattade fyra avsnitt beställdes snabbt ytterligare 6 avsnitt (sända 1989-1990). Därefter fortsatte Columbo dyka upp på ABC under åren 1991 till 2003 ytterligare 14 gånger, vanligen som enstaka avsnitt. Peter Falk regisserade själv flera av de sista avsnitten.

### Summering
Sista avsnittet sändes på ABC 2003, 35 år efter det allra första avsnittet 1968. Totalt spelade Universal in 69 avsnitt (inklusive de två "pilotavsnitten" som sändes 1968 och 1971). Av dessa sändes 45 på NBC och 24 på ABC. Skådespelaren Peter Falk gick bort den 23 juni 2011.

## Trivia
- Columbos hund heter bara Dog. Flera olika hundar har använts genom åren.
- I nästan varje avsnitt kan barnvisan This old man came rolling home höras, antingen nynnar Columbo på den eller så hörs den bland bakgrundsmusiken.

## Columbo i bokform
I maj 2010 publicerade det amerikanske förlaget Crippen & Landru den nyskrivna novellsamlingen The Columbo Collection med 12 stycken historier. Det kan nämnas att den limiterade, av författaren signerade, förstaupplagan av boken innehåller en trettonde berättelse, "Columbo's mistake", som bonus. Boken är skriven av William Link som tillsammans med Richard Levinson en gång i tiden skapade Columbo.

## På TV och DVD

### På TV
Columbo hade premiär i USA den 20 februari 1968 och i oktober 1972 hade serien premiär i Sverige på SVT. TV3 övertog rättigheterna strax efter att denna kanal startats. TV3 premiärvisade de 10 första ABC-avsnitten kort efter att de sänts i USA. Därefter repriserade denna kanal samtliga avsnitt som dittills gjorts under 1990-talets början. Därefter övertog Kanal 5 kortvarigt rättigheterna och hade premiärvisning av ett enstaka avsnitt, Murder with too many notes. De sista avsnitten, de som spelats in efter att TV4-koncernen övertog rättigheterna har dock bara visats på betalkanalen TV4 Guld. Denna kanal har också visat hela serien ett flertal gånger.

#### Andra länder
I Danmark har statstelevisionen DR till skillnad från SVT behållit rättigheterna och samtliga avsnitt har repriserats som lördagskvällsunderhållning i kanalen DR1 under slutet av 00-talet. För närvarande (sommaren 2011) sänder DR2 samtliga avsnitt i repris under tidig kvällstid måndag till fredag.

### Columbo på DVD
Nedan listas utgivningsplanen på DVD. Observera att utgivningsplanen är preliminär och kan när som helst ändras av Universal som ligger bakom serien.
Efter säsong 7 valde filmbolaget att inte ge ut i säsongsordning utan i kronologisk ordning, under namnet Mystery Movie Collection. I region 2 (inte i Sverige) fortsatte man däremot att ge ut den i säsongsordning.
I den svenska utgåvan av Mystery Movie Collection 1990 saknas av någon oklar anledning avsnitt 56. Universal i Sverige har valt att inte släppa fler boxar under temat Mystery Movie Collection och övergår till att släppa resterande boxar som i övriga region 2.
| Dvd Namn                                                            | avsnitt     | Region 1         | Region 2                  | Region 2, svensk utgåva  |
| ------------------------------------------------------------------- | ----------- | ---------------- | ------------------------- | ------------------------ |
| Columbo säsong 1                                                    | 1–9         | 7 september 2004 | 13 september 2004         | 24 november 2004         |
| Columbo säsong 2                                                    | 10–17       | 8 mars 2005      | 18 juli 2005              | 10 augusti 2005          |
| Columbo säsong 3                                                    | 18–25       | 9 augusti 2005   | 14 november 2005          | 1 november 2006          |
| Columbo säsong 4                                                    | 26–31       | 14 mars 2006     | 18 september 2006         | 15 december 2006         |
| Columbo säsong 5                                                    | 32–37       | 27 juni 2006     | 12 februari 2007          | 28 mars 2007             |
| Columbo säsong 6 & 7                                                | 38–45       | 14 november 2006 | 30 april 2007             | 25 juli 2007             |
| Columbo säsong 08                                                   | 46–49       | N/A              | 31 mars 2008              | 19 september 2007        |
| Columbo säsong 09 (R2/R4)                                           | 50–55       | N/A              | 30 mars 2009              | 16 september 2009        |
| Columbo säsong 10 – Vol 1 (R2/R4) Columbo säsong 10 – Vol 2 (R2/R4) | 56~63 64–69 | N/A              | 15 juni 2009 27 juli 2009 | 28 mars 2012 16 maj 2012 |
| The Mystery Movie Collection 1989(R1/R4)                            | 46–50       | 24 april 2007    | N/A                       | N/A                      |
| The Mystery Movie Collection 1990                                   | 51–56       | 3 februari 2009  | N/A                       | N/A                      |
| The Mystery Movie Collection 1991–1993                              | 57–62       | 8 februari 2011  | N/A                       | N/A                      |
| The Mystery Movie Collection 1994–2003                              | 63–69       | 10 januari 2012  | N/A                       | N/A                      |
| Columbo – The Complete Series                                       | 1–69        | N/A              | 19 oktober 2009           | N/A                      |
| Columbo Box - Complete TV-series Säsong 1-7                         | –           | N/A              | N/A                       | 21 december 2007         |
| Columbo säsong 1–8                                                  | 1–49        | N/A              | 13 oktober 2009           | N/A                      |

## Avsnittsförteckning
| Nr | Avsnitt                                         | Mördare                          | Sändningsdatum i USA |
| -- | ----------------------------------------------- | -------------------------------- | -------------------- |
| –  | Säsong 1                                        | Säsong 1                         | –                    |
| 1  | Prescription: Murder (pilot 1)                  | Gene Barry                       | 20 februari 1968     |
| 2  | Ransom for a dead man (pilot 2)                 | Lee Grant                        | 1 mars 1971          |
| 3  | Murder by the book                              | Jack Cassidy                     | 15 september 1971    |
| 4  | Death lends a hand                              | Robert Culp                      | 6 oktober 1971       |
| 5  | Dead weight                                     | Eddie Albert                     | 27 oktober 1971      |
| 6  | Suitable for framing                            | Ross Martin                      | 17 november 1971     |
| 7  | Lady in waiting                                 | Susan Clark                      | 15 december 1971     |
| 8  | Short fuse                                      | Roddy McDowall                   | 19 januari 1972      |
| 9  | Blueprint for murder                            | Patrick O'Neal                   | 6 februari 1972      |
| –  | Säsong 2                                        | Säsong 2                         | –                    |
| 10 | Etude in black                                  | John Cassavetes                  | 17 september 1972    |
| 11 | The greenhouse jungle                           | Ray Milland                      | 15 oktober 1972      |
| 12 | The most crucial game                           | Robert Culp                      | 5 november 1972      |
| 13 | Dagger of the mind                              | Honor Blackman                   | 26 november 1972     |
| 14 | Requiem for a falling star                      | Anne Baxter                      | 21 januari 1973      |
| 15 | A stitch in crime                               | Leonard Nimoy                    | 11 februari 1973     |
| 16 | The most dangerous match                        | Laurence Harvey                  | 4 mars 1973          |
| 17 | Double shock                                    | Martin Landau                    | 25 mars 1973         |
| –  | Säsong 3                                        | Säsong 3                         | –                    |
| 18 | Lovely but lethal                               | Vera Miles                       | 25 september 1973    |
| 19 | Any old port in a storm                         | Donald Pleasence                 | 17 oktober 1973      |
| 20 | Candidate for crime                             | Jackie Cooper                    | 4 november 1973      |
| 21 | Double exposure                                 | Robert Culp                      | 16 december 1973     |
| 22 | Publish or perish                               | Jack Cassidy                     | 18 januari 1974      |
| 23 | Mind over mayhem                                | José Ferrer                      | 18 februari 1974     |
| 24 | Swan song                                       | Johnny Cash                      | 3 mars 1974          |
| 25 | A friend in deed                                | Richard Kiley                    | 5 maj 1974           |
| –  | Säsong 4                                        | Säsong 4                         | –                    |
| 26 | An exercise in fatality                         | Robert Conrad                    | 15 september 1974    |
| 27 | Negative reaction                               | Dick Van Dyke                    | 15 oktober 1974      |
| 28 | By dawn’s early light                           | Patrick McGoohan                 | 27 oktober 1974      |
| 29 | Troubled waters                                 | Robert Vaughn                    | 9 februari 1975      |
| 30 | Playback                                        | Oskar Werner                     | 2 mars 1975          |
| 31 | A deadly state of mind                          | George Hamilton                  | 27 april 1975        |
| –  | Säsong 5                                        | Säsong 5                         | –                    |
| 32 | Forgotten lady                                  | Janet Leigh                      | 14 september 1975    |
| 33 | A case of immunity                              | Hector Elizondo                  | 12 oktober 1975      |
| 34 | Identity crisis                                 | Patrick McGoohan                 | 2 november 1975      |
| 35 | A matter of honor                               | Ricardo Montalban                | 1 februari 1976      |
| 36 | Now you see him                                 | Jack Cassidy                     | 29 februari 1976     |
| 37 | Last salute to the commodore                    | Fred Draper                      | 2 mars 1976          |
| –  | Säsong 6                                        | Säsong 6                         | –                    |
| 38 | Fade in to murder                               | William Shatner                  | 10 oktober 1976      |
| 39 | Old-fashioned murder                            | Joyce Van Patten                 | 26 oktober 1976      |
| 40 | The bye-bye sky high I.Q. murder case           | Theodore Bikel                   | 22 maj 1977          |
| –  | Säsong 7                                        | Säsong 7                         | –                    |
| 41 | Try and catch me                                | Ruth Gordon                      | 21 november 1977     |
| 42 | Murder under glass                              | Louis Jourdan                    | 30 januari 1978      |
| 43 | Make me a perfect murder                        | Trish Van Devere                 | 25 februari 1978     |
| 44 | How to dial a murder                            | Nicol Williamson                 | 5 april 1978         |
| 45 | The conspirators                                | Clive Revill                     | 13 maj 1978          |
| –  | Säsong 8                                        | Säsong 8                         | –                    |
| 46 | Columbo goes to the guillotine                  | Anthony Andrews                  | 6 februari 1989      |
| 47 | Murder, smoke and shadows                       | Fisher Stevens                   | 27 februari 1989     |
| 48 | Sex and the married detective                   | Lindsay Crouse                   | 3 april 1989         |
| 49 | Grand deceptions                                | Robert Foxworth                  | 1 maj 1989           |
| –  | Säsong 9                                        | Säsong 9                         | –                    |
| 50 | Murder, a self portrait                         | Patrick Bauchau                  | 25 november 1989     |
| 51 | Columbo cries wolf                              | Ian Buchanan                     | 20 januari 1990      |
| 52 | Agenda for murder                               | Patrick McGoohan                 | 10 februari 1990     |
| 53 | Rest in peace, Mrs. Columbo                     | Helen Shaver                     | 31 mars 1990         |
| 54 | Uneasy lies the crown                           | James Read                       | 28 april 1990        |
| 55 | Murder in Malibu                                | Andrew Stevens                   | 14 maj 1990          |
| –  | Säsong 10 & Special                             | Säsong 10 & Special              | –                    |
| 56 | Columbo goes to college                         | Stephen Caffrey Gary Hershberger | 9 december 1990      |
| 57 | Caution: murder can be hazardous to your health | George Hamilton                  | 20 februari 1991     |
| 58 | Columbo and the murder of a rock star           | Dabney Coleman                   | 29 april 1991        |
| 59 | Death hits the jackpot                          | Rip Torn                         | 15 december 1991     |
| 60 | No time to die                                  | Ingen mördare                    | 15 mars 1992         |
| 61 | A bird in the hand …                            | Tyne Daly                        | 22 november 1992     |
| 62 | It’s all in the game                            | Faye Dunaway                     | 1993                 |
| 63 | Butterfly in shades of gray                     | William Shatner                  | 1994                 |
| 64 | Undercover                                      | Ed Begley Junior                 | 1994                 |
| 65 | Strange bedfellows                              | George Wendt                     | 1995                 |
| 66 | A trace of murder – 25-årsjubileum              | David Rasche                     | 1997                 |
| 67 | Ashes to ashes                                  | Patrick McGoohan                 | 1998                 |
| 68 | Murder with too many notes                      | Billy Connolly                   | 2000                 |
| 69 | Columbo Likes the Nightlife                     | Jennifer Sky                     | 2003                 |